# Charlotte Merz
Charlotte Merz, geborene Gass (* 1961 im Saarland), ist eine deutsche Richterin und Direktorin des Amtsgerichts Arnsberg. Sie ist die Ehefrau des deutschen Bundeskanzlers Friedrich Merz.

## Leben
Charlotte Merz wuchs als ältestes von fünf Geschwistern in einer Familie von Juristen auf, bereits ihr Großvater und Vater waren Anwälte, die Tante Richterin. Nach dem Abitur begann sie ein Jurastudium in Bonn. 1980 lernte sie auf einer Examensparty in Bonn Friedrich Merz kennen, im Juni 1981 folgte die Hochzeit. Das Paar hat drei Kinder und lebt in Arnsberg-Niedereimer.
Seit 1994 arbeitet Charlotte Merz als Richterin am Amtsgericht Arnsberg. Ihr Schwerpunkt liegt dabei auf Familienrecht. Sie ist 2025 als Direktorin des Amtsgerichts Arnsberg tätig. 2005 gründete sie zusammen mit ihrem Mann die Friedrich und Charlotte Merz-Stiftung für Bildung und Ausbildung, die gemeinnützige Projekte im Bildungswesen, in Arnsberg unterstützt.
Im Jahr 2024 kam es zu einem Eklat, als sie den Komiker Lutz van der Horst daran hinderte, ihren Ehemann für die heute-show des ZDF zu interviewen. Die Szene schlug Wellen und der Sprecher des Deutschen Journalisten-Verbandes Hendrik Zörner äußerte: „Dass Frau Merz den Journalisten Benimmregeln beibringen will, ist eine Unverschämtheit.“ Der Spiegel vermutete hinter ihren vermehrten Auftritten eine politische Taktik, um mehr weibliche Wähler für Friedrich Merz zu gewinnen.
In einem Interview gab Merz 2025 an, dass sie auch während einer potenziellen Kanzlerschaft ihres Mannes ihren Beruf weiterhin ausüben wolle. Außerdem äußerte sie, dass sie durch Anspielungen auf ihren Mann im Gerichtssaal genervt sei, damit aber mittlerweile umgehen könne.
Charlotte Merz ist evangelisch, Mitglied des Kreissynodalvorstandes des Kirchenkreises Soest-Arnsberg und wie ihr Ehemann Mitglied der CDU.